# Сухопутні війська Казахстану
Сухопутні війська Казахстану (каз. Қазақстан Құрлық әскерлері, Qazaqstan Qūrlyq äskerlerı) — сухопутний компонент Збройних сил Казахстану. Це один з трьох видів бройних сил, який є найбільшим за чисельністю. До основних завдань Сухопутних військ відносяться наступні: підтримання готовності військ до відсічі агресії, збройної оборони територіальної цілісності та суверенітету Казахстану, захисту державних і військових об'єктів, виконання миротворчих завдань. У своїх обов'язках вони в першу чергу займається сухопутними бойовими діями та загальновійськовими операціями, включаючи танкові та механізовані оерації, як і повітрянодесантні та штурмові операції. Його очолює військовий начальник, Командувач Сухопутних військ який також є членом Генерального штабу.

## Історія
Багато великих з'єднань Туркестанської військової округи були передислоковані з Туркменської РСР до східного Казахстану ще в 1960-х роках. Безпосередньо перед своїм розформуванням 40-ва армія складалася з 78-ї танкової дивізії, 5202-ї бази зберігання озброєння та майна (до 1989, 71-ша мотострілецька дивізія), 5203-ї бази зберігання в Усть-Каменогорськ (до 1989, 155-та мотострілецька дивізія), 5204-ї бази зберігання в Караганді (до 1989, 203-тя Запорізько-Хінганська мотострілецька дивізія), 69-ї танкової дивізії та 10-го фортифікаційного району. 69-та танкова дивізія та 10-й фортифікаційний район були розформовані в 1992 році.
57-ма окрема повітрянодесантна бригада в селищі Актогай, Східний Казахстан була єдиним підрозділом Повітрянодесантних військ СРСР розташованих на території Казахстану.

## Структура
З 2001-го існують чотири військові округи: сучасні регіональні командування «Астана», «Схід», «Захід» та «Південь»:
- «Астана»
штаб — Караганда
дислокація: Акмолинська, Карагандинська, Костанайська та Північноказахстанська області
  - 7-ма окрема механізована бригада — Караганда
  - розвідувальний полк спеціального призначення — Актас
  - 402-га реактивна артилерійська бригада — Приозерськ
  - 403-тя протитанкова артилерійська бригада — Приозерськ
- «Схід»
штаб — Семей
дислокація: Абайська, Павлодарська та Східноказахстанська області
  - 3-тя окрема гвардійська механізована бригада — Ушарал
  - 4-та окрема механізована бригада — Усть-Каменогорськ
  - 8-ма окрема механізована бригада — Семей
  - 11-та танкова бригада — Аягоз
  - 34-та артилерійська бригада — Аягоз
  - 101-ша ракетна бригада — Семей
  - 102-га реактивна артилерійська бригада — Семей
  - 103-тя артилерійська бригада — Семей
  - окремий розвідувальний полк — Семей
  - бригада спеціального зв'язку — Семей
- «Захід»
штаб — Атирау
дислокація: Актюбінська, Атирауська, Західноказахстанська та Мангистауська області
  - 100-та артилерійська бригада — Актобе
  - 390-та окрема гвардійська бригада морської піхоти
  - окремий розвідувальний полк — Атирау;
  - окремий мотострілецький батальйон — Бейнеу
- «Південь»
штаб — Тараз
дислокація: Алматинська, Жамбильська, Кизил-Ординська та Туркестанська області
  - 5-та гірсько-піхотна бригада — Тараз
    - окремий мотострілецький батальйон — Луговий
    - окремий танковий батальйон — Луговий
    - окремий розвідувальний батальйон — Луговий
    - окремий мотострілецький батальйон — Мерке

  - 6-та механізована бригада — Шимкент
  - окремий гірсько-кіннотний полк — імені Бауиржана Момишули
  - 9-та механізована бригада
  - 43-тя танкова бригада
  - 44-та артилерійська бригада
  - 40-ва військова база — Гвардійський
    - 12-та механізована бригада
    - 54-та гвардійська артилерійська бригада
    - 23-тя інженерно-саперна бригада

  - 221-ша окрема бригада зв'язку — Тараз
  - 232-га інженерно-саперна бригада — Конаєв

## Техніка та озброєння
| Тип                               | Фото  | Виробництво/Країна     | Призначення                       | Варіант | Кількість     | Примітки                                                                                                  |
| Танки                             | Танки | Танки                  | Танки                             | Танки   | Танки         | Танки |
| --------------------------------- | ----- | ---------------------- | --------------------------------- | ------- | ------------- | --- |
| Т-72БА                            |       | СРСР Росія / Казахстан | Основний бойовий танк             |         | 350           | На підприємстві «Казахстан інжиніринг» передбачалося здійснювати модернізацію під індексом Т-72KZ «Шығыс» |
| Бойова машина піхоти              |       |                        |                                   |         |               | |
| БМП-2                             |       | СРСР                   | Бойова машина піхоти              |         | 280           | У Казахстані освоєно власне виробництво 30 мм снарядів для 2А42                                           |
| Бронетранспортер                  |       |                        |                                   |         |               | |
| МТ-ЛБ                             |       | СРСР                   | Бронетранспортер                  |         | 50            | |
| БТР-60                            |       | СРСР                   | Бронетранспортер                  |         | До 30 одиниць | Тільки у модифікації КШМ Р-145БМ                                                                          |
| БТР-80                            |       | СРСР                   | Бронетранспортер                  |         | 150           | |
| БТР-80А                           |       | Росія                  | Бронетранспортер                  |         | 70            | |
| БТР-82А                           |       | Росія                  | Бронетранспортер                  |         | 63            | |
| БТР-3Е                            |       | Україна                | Бронетранспортер                  |         | 2             | |
| Артилерія                         |       |                        |                                   |         |               | |
| 2С3 «Акація»                      |       | СРСР                   | Самохідна артилерійська установка |         | 120           | |
| 2С1 «Гвоздика»                    |       | СРСР                   | Самохідна артилерійська установка |         | 120           | |
| Мста-Б                            |       | СРСР                   | Гармата                           |         | 50            | |
| Реактивна система залпового вогню |       |                        |                                   |         |               | |
| БМ-21 «Град»                      |       | СРСР                   | Реактивна система залпового вогню |         | 100           | |